# Paul Nicholls

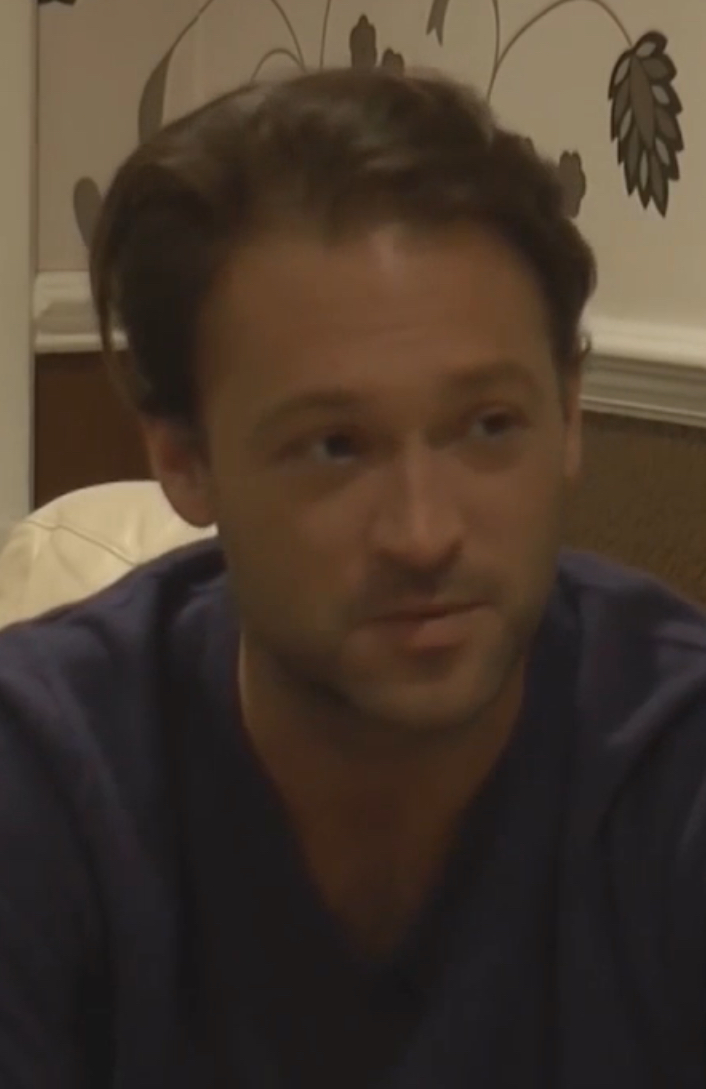
Paul Nicholls (2018)

Paul Nicholls (* 12. April 1979 in Bolton, England; gebürtig Paul Gerald Greenhalgh) ist ein britischer Schauspieler.

## Leben und Leistungen
Nicholls ist Sohn eines Dachdeckers und einer Krankenschwester, die vor der Umschulung in einigen Fernsehshows auftrat. Als zehnjähriges Kind nahm er am Oldham Theatre Workshop teil. Er debütierte im Jahr 1994 in der Fernsehserie Earthfasts. In den Jahren 1996 bis 1997 spielte er in der Fernsehserie EastEnders. Für diese Rolle wurde er in den Jahren 1996 und 1997 für den britischen National Television Award nominiert.
Im Filmdrama Goodbye Charlie Bright (2001) übernahm Nicholls die Hauptrolle von Charlie Bright. In dem Drama If Only (2004) spielte er die Rolle von Ian Wyndham, der denselben Tag mit seiner verstorbenen Freundin Samantha Andrews (Jennifer Love Hewitt) verbringt, da er eine zweite Chance bekommen hat um ihr zu zeigen wie sehr er sie liebt, bevor sie eventuell erneut sterben wird. Außerdem spielte er in einigen Theaterstücken, darunter im Londoner Bush Theatre und im Royal National Theatre.

## Filmografie (Auswahl)
- 1996–1997: EastEnders (Fernsehserie, 174 Folgen)
- 1998–1999: City Central (Fernsehserie)
- 1999: The Trench (La Tranchée)
- 1999: The Clandestine Marriage
- 2001: Goodbye Charlie Bright
- 2002: High Speed
- 2004: If Only
- 2004: Bridget Jones – Am Rande des Wahnsinns (Bridget Jones – The Edge of Reason), Jed
- 2007: Agatha Christie’s Marple (Fernsehserie, Folge Towards Zero)
- 2007: Clapham Junction
- 2008: Richard Hasenfuß – Held in Chucks (Faintheart)
- 2011: Secret Diary of a Call Girl (3 Folgen)
- 2011–2013: Law & Order: UK (13 Folgen)
- 2012: Lake Placid 4 (Lake Placid: The Final Chapter, Fernsehfilm)
- 2012: Inspector Barnaby (Midsomer Murders, Folge: Die Vögel - A Rare Bird)
- 2016: Death in Paradise (Fernsehserie, 1 Folge)
- 2016: Grantchester (Fernsehserie, 1 Folge)